# ماسيولا
ماسيولا هي بلدية في مقاطعة فيربانو كوزيو أوسولا في منطقة بيدمونت الإيطالية ، وتقع على بعد حوالي 110 كيلومتر (68 ميل) شمال شرق تورينو وحوالي 15 كيلومتر (9 ميل) شمال غرب فيربانيا . اعتبارًا من 31 ديسمبر 2004 ، كان عدد سكانها 169 نسمة ومساحتها 8.0 كيلومتر مربع (3.1 ميل2) . 
تقع ماسيولا على حدود البلديات التالية: أنزولا دي أوسولا ، فالسترونا .

## التطور الديموغرافي
1. "Superficie di Comuni Province e Regioni italiane al 9 ottobre 2011". المعهد الوطني الإيطالي للإحصاء. تم الاسترجاع 16 مارس 2019.
2. "Popolazione Residente al 1 ° Gennaio 2018". المعهد الوطني الإيطالي للإحصاء. تم الاسترجاع 16 مارس 2019.
3. جميع التركيبة السكانية والإحصاءات الأخرى: المعهد الإحصائي الإيطالي Istat.